# Sant'Agata sui Due Golfi
Sant'Agata sui Due Golfi is een plaats (frazione) in de Italiaanse gemeente Massa Lubrense.
De naam komt van de plek die ligt tussen de Golf van Napels en Golf van Salerno.